# Reacción de Barbier
La reacción de Barbier es una de las más reconocidas reacciones en química orgánica. Se distingue por ser singularmente simple desde el punto de vista práctico —en algunos casos— y compleja mecanísticamente —en otros—.
La reacción de Barbier es una reacción de adición nucleofílica a carbonilo, este último como electrófilo. El agente nuclefílico es generalmente un halogenuro de alquilo, hay también muchos ejemplos con otros tipos de reactivos alquilantes halogenados. La reacción es promovida por metales como cinc (Zn),  aluminio (Al), Indio (In), estaño (Sn) y/o sus sales inorgánicas.
Un ejemplo de este tipo de reacción es la que promueven los reactivos de Grignard. La reacción de Grignard es un tipo de reacción de Barbier, con la salvedad de que las condiciones y el metal que se utiliza son distintos.
Los productos de la reacción tipo Barbier son alcoholes secundarios y terciarios, sin descartar la posible reacción con formaldehído, que eventualmente podría dar en alcohol primario.

## Condiciones de la reacción
Las condiciones de trabajo son relativamente convenientes. Si bien es cierto, la reacción es bastante tolerante de la atmósfera -ambiente- de reacción y del medio de esta última, sus rendimientos pueden variar dependiendo de los factores mismos que la componen. Esto es, si hablamos que nuestro agente alquilante es un halogenuro de alquilo, estos son capaces de reaccionar perfectamente con un carbonilo -aldehído o cetona- vía Barbier, en agua como disolvente. Sin embargo, la reacción se ve algo perjudicada puesto que los halogenuros de alquilo, vinilo, alilo, homoalilo y propargilo son capaces de reaccionar por sustitución nucleofílica con el agua.

## Paralelo con la reacción metodología Grignard
- Datos: Q807848
- Multimedia: Barbier reaction / Q807848